# Trousseau gris
Trousseau gris es como se define a la mutación gris (con características mezcladas de uva blanca y tinta) de la trousseau noir.
La uva gris conocida como trousseau gris puede encontrarse en el este de Francia y fue plantada ampliamente en California con el nombre gray riesling. Probablemente, se originó en Alsacia o Lorena. En los climas fríos puede producir vinos frescos y aromáticos. Necesita un cuidadoso mantenimiento y una cuidadosa vinificación para poder extraer de ella lo mejor.

## Regiones

### Francia
En la actualidad la trousseau gris se encuentra sobre todo en las regiones del Jura, Alsacia, Lorena y, a veces, en Champaña.

### Estados Unidos
La gray riesling fue plantada ampliamente en California, pero la superficie de cultivo para su vinificación disminuyó en la década de 1980. En la actualidad puede encontrarse algo de trousseau gris mezclada en viñedos antiguos de zinfandel. El único conjunto uniforme de trousseau gris son 10 acres de Fanucchi Wood Road Vineyard, en el valle del río Ruso.
Además se usa para hacer vinos aromáticos y para ser mezclada con chardonnay, viognier, white zinfandel rosé y con uvas tintas para producir vinos tintos. También se ha usadop para vinos de postre, espumosos y fortificados.

## Viticultura
Es una mutación de una uva de Oporto, la bastardo o trousseau. Puede crece en condiciones cálidas y secas, produciendo frutos dulces (como hacen otras uvas en condiciones cálidas y óptimas). Los mejores vinos de esta variedad se producen en condiciones mucho más frías, como las de la zona del río Ruso de California o las montañas del Jura.
Es una uva muy carnosa que no libera su zumo fácilmente. Históricamente los productores han tratado de forma errónea a esta variedad con malas consecuencias. Cultivada y mantenida de manera adecuada, cosechada en torno a 23.5 brix, y adecuadamente prensada, produce un vino limpio, aromático, con un buqué floral y sabores a melocotones frescos, madreselva, pera, melón, especias y frutas tropicales.

## Sinónimos
La uva gris conocida sobre todo como trousseau gris y conocida en California como gray riesling tiene también los siguientes sinónimos: cauche gris, grey riesling, gris de Salces y terret d'Afrique.
Entre los sinónimos de la uva blanca gris de Salces también está el de trousseau gris. La gris de Salces también es una mutación de la trousseau noir. Otros sinónimos de la gris de Salces son: baratszoeloe, francia, szuerke	goundoulenc, gris de salses, guindolenc, guindoulenc, hamu szoeloe, hamuszoeloe, nagyvati, sals, sals, cenusiu, salses gris, shome seryi y sose serii.
Así mismo, la uva tinta conocida como trousseau noir o bastardo tiene entre sus sinónimos "trousseau gris".